# Guacamole

Guacamole

Il guacamole è una salsa di origine messicana a base di avocado, il cui uso risale al tempo degli Aztechi. Oltre all'avocado, gli ingredienti principali sono succo di limetta e sale, con aggiunta di peperoncino verde Serrano del Sol (l'utilizzo di quest'ultimo ingrediente è previsto per l'autentico guacamole).
Il termine guacamole deriva dallo spagnolo messicano attraverso un prestito dalla lingua nahuatl: AhuacaMolli (da Ahuacatl = "avocado" + molli = "salsa").

## Preparazione tradizionale
Nella preparazione del guacamole, la polpa di avocado viene schiacciata con la forchetta con aggiunta di succo di limetta o di limone. L'aggiunta di succo acido, oltre a insaporire la salsa, serve a evitare che il guacamole cambi colore e si ossidi.
A questa base di avocado vengono poi aggiunti gli altri ingredienti sminuzzati, in particolare il peperoncino.
Il metodo tradizionale di preparazione del guacamole comporta l'uso del molcajete (mortaio e pestello, tipici messicani) per schiacciare e amalgamare gli ingredienti.

## Varianti
In diverse varianti viene omessa l'aggiunta del peperoncino, ottenendo un condimento non piccante.
Alcune varianti della ricetta prevedono l'uso di tomatillo (o tomate fresadilla), pomodori, coriandolo, cipolla, aglio, pepe nero, e altre spezie. 
Nella ricetta originale non vengono aggiunte panna acida o maionese. Si tratta di un adattamento della ricetta nella cucina statunitense o Tex-Mex. Preparazioni di questo tipo sono considerate inferiori perché coprono il sapore delicato dell'avocado.
I messicani si riferiscono a una variante diluita del guacamole servita in modeste taquerias chiamandola “aguamole”, una parola che nasce dall'unione di agua (acqua) e guacamole.

## Presentazione
Il guacamole viene di solito accompagnato con tortillas e servito con altri piatti della cucina messicana.